# Zirconi(IV) sulfide
Zirconi(IV) sulfide là một hợp chất vô cơ có công thức hóa học ZrS2. Nó là một chất rắn màu nâu tím có cấu trúc phân lớp tương tự như cadmi(II) iodide.

## Điều chế
Giống như titani(IV) sulfide, ZrS2 được điều chế bằng cách nung nóng lưu huỳnh và kim loại zirconi. Nó có thể được tinh chế bằng phương pháp vận chuyển hơi sử dụng iot.

## Hợp chất khác
Phức hợp ZrS2·NH3 được tạo thành khi cho ZrS2 tác dụng với NH3 ở thể khí hoặc lỏng. ZrS2 phản ứng với NH3 tạo thành chất lỏng màu xanh ngọc lục bảo, khi tách ra ở dạng bột/tinh thể có màu đỏ cam đậm với vệt màu kim loại đồng.